# Kipe

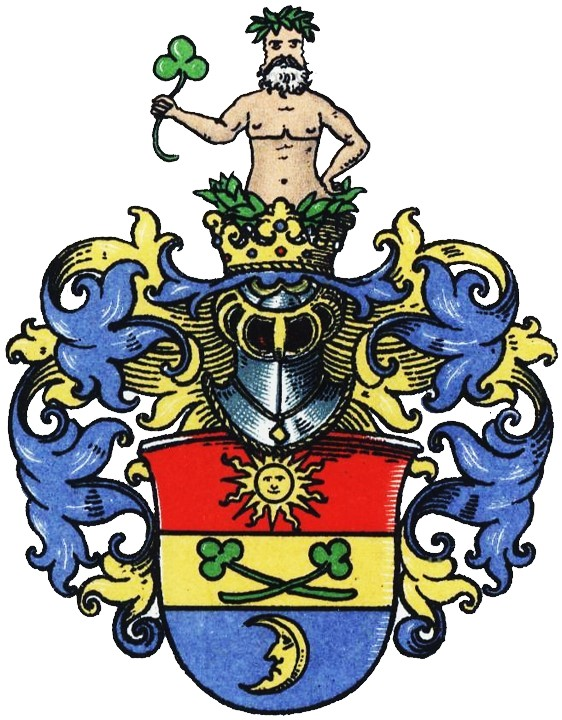
Stammwappen derer von Kipe

Die Herren von Kipe (auch: Kiepen, Kiepe, Kipp o. ä.) waren ein niedersächsisches Adelsgeschlecht.

## Geschichte
Das Geschlecht wurde 1638 von Kaiser Ferdinand III. in Person des Justus Kipe (1588–1664), Jurist, Diplomat und Kanzler des Fürstentums Calenberg, geadelt. Dieser heiratete Anna Beate von Campe aus dem Hause Kirchberg und errichtete 1747 in Hameln den Kiepehof, der über 150 Jahre im Familienbesitz blieb.

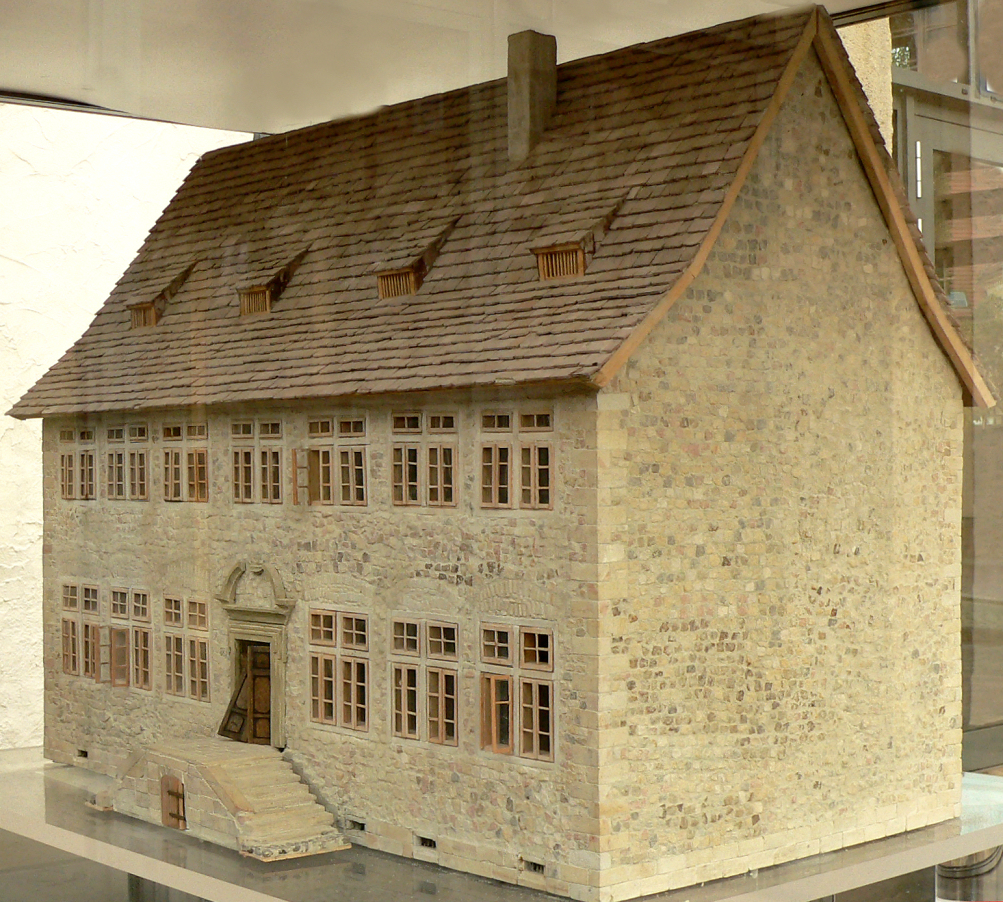
Der 1646 von Justus Kipius in Hameln errichtete Kiepehof als Modell

Die Eheleute hatten folgende Nachkommen:
- Daniel Jobst von Kipe
- Johann Friedrich von Kipe
- Bodo Wilhelm Freiherr von Kipe (* 6. März 1644; 27. März 1700 in Hasperde) wurde von Kaiser Leopold I. 1688 in den Reichsfreiherrenstand erhoben;[3] er kaufte am 5. Februar 1675 die Güter Schloss Hasperde und Flegessen ⚭ Agnes Dorothee von Knigge aus dem Hause Bredenbeck
  - Agnes († 4. März 1696 in Hasperde)
  - Anna Osterheld von Kipe (* 16. August 1671 in Hameln; † 27. Juni 1713 in Hasperde, beerd. in Flegessen) ⚭ Rittmeister Claus Johann von Reden
  - Jobst Wilhelm von Kipe (* 1674 in Hasperde; † 30. August 1732 in Hameln); 1688 Freiherr; Oberhauptmann zu Bissendorf; Erbherr auf Hasperde, Flegessen, Imbshausen, Sack und Hameln ⚭ Gertrud Elisabeth Magdalena von Steinberg (* 1680 in Wispenstein; 26. Februar 1749 in Flegessen), Erbin des Rittergutes Imbshausen. Sie behielt die Güter bis zu ihrem Tod.
    - Friedrich Wilhelm von Kipe (* 18. Juni 1708 in Hasperde; † 22. April 1751 in Hannover, beerd. im Münster in Hameln)
      - ⚭ 1.) Anna Dorothee Freiin von Hake aus dem Haus Ohr († 7. Mai 1749 in Hasperde, beerd. im Münster in Hameln)
        - Magdalena Sophie Friederike von Kipe (* 19. August 1740 in Hameln; † 1801) ⚭ 1.) 1762 Obristleutnant Otto Moritz von Düring († 20. Oktober 1765), ⚭ 2.) 14. September 1768 Ludewig Friedrich von Beulwitz (* 1726; † 1796, beerdigt auf dem Gartenfriedhof Hannover)
        - Sophie von Kipe (* 8. August 1742 in Hasperde), ⚭ 15. November 1758 den Hofrat Ernst Wilhelm von Reden
        - Wilhelmine von Kipe (* 18. Juni 1746 in Hasperde), Erbin von Imbshausen, ⚭ 22. Februar 1775 (in Regensburg?) Oberforstmeister Freiherrn von Stralenheim. Seither sitzen die Stralenheim bis heute auf Schloss Imbshausen.

      - ⚭ 2.) Friederike Wilhelmine von Zastrow (verw. von Hodenhagen) († 14. Oktober 1764) verwaltete Flegessen und Hasperde 1751–1764
        - Amalie Ernestine von Kipe (* 8. April 1748 in Hasperde; † 15. April 1825), Erbin von Hasperde, ⚭ 22. Februar 1775 Freiherr Adolf Christoph von Hake; Besitzer von Diedersen, später General der Infanterie. Die Hake besaßen Hasperde bis Ende des 20. Jahrhunderts, ihre Erben bis heute.
        - Sophie von Kipe (* 13. Juli 1751) ⚭ 12. Februar 1770 Hofrat von Ompteda

Das Geschlecht erlosch im Mannesstamm mit dem Tod von Friedrich Wilhelm von Kipe im Jahr 1751.

## Wappen
- Blasonierung des Stammwappens: Goldener Balken mit zwei gekreuzten grünen Kleeblättern belegt, darüber in Rot eine goldene Sonne, darunter in Blau ein goldener Halbmond. Auf dem Helm ein wachsender, wilder Mann, die Linke eingestemmt; mit der Rechten hebt er ein grünes Kleeblatt empor. Die Helmdecken sind blau-golden.[5]

- Blasonierung des vermehrten Freiherrenwappens (1688): Quadriert mit rotem Mittelschild, in welchem sich eine goldene Sonne befindet. Feld 1 in Blau in abnehmender goldener Mond mit Gesicht. Felder 2 und 3 in Gold ein einwärts gekehrter, gekrönter, roter Löwe. In Feld 4 in Blau ein goldener Balken mit zwei gekreuzten, grünen Kleeblättern belegt. Drei gekrönte Helme: I. fünf grüne Pfauenfedern, II. ein wilder Mann, die Linke eingestemmt, mit der Rechten ein grünes Kleeblatt hochhaltend, III. der rote Löwe wachsend. Die Helmdecken sind rot-golden und blau-golden.[6]

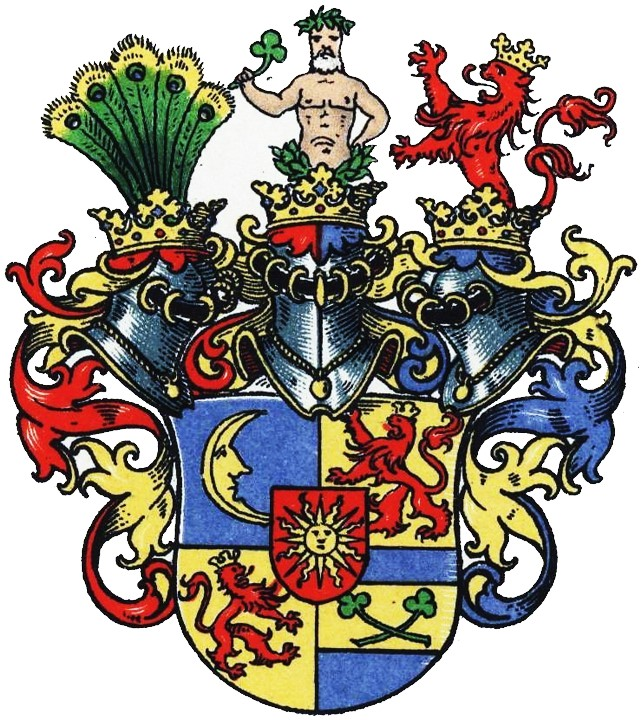
Freiherrenwappen derer von Kipe